# Real Noroeste Capixaba FC
Real Noroeste Capixaba FC, meestal bekend als Real Noroeste is een Braziliaanse voetbalclub uit de Braziliaanse stad Águia Branca in de staat Espírito Santo.

## Geschiedenis
De club werd opgericht in 2008 en nam in 2010 deel aan de Copa Espírito Santo, waar ze meteen de finale bereikten en verloren tegen Vitória, en dat terwijl ze nog geen competitievoetbal speelden. In 2011 werd de club vicekampioen in de tweede klasse van het Campeonato Capixaba en promoveerde zo naar de hoogste klasse. In de staatsbeker kon de club zegevieren in de finale tegen Desportiva en plaatste zich zo zelfs voor de Copa do Brasil 2012, waar de club in de eerste ronde verslagen werd door Ipatinga.
Na een middelmatig eerste seizoen in het Campeonato Capixaba 2012 kon de club in 2013 de tweede ronde bereiken. Na een 2-0 thuisoverwinning op Aracruz verloor de club de terugwedstrijd met 4-2, echter gold niet de regel dat uitdoelpunten dubbel telden maar dat de club die het best presteerde in de competitie dan doorging, waardoor ze uitgeschakeld werden voor de titel. Na een nieuwe zege in de staatsbeker mochten ze wel aantreden in de voorronde van de Copa do Brasil, waar ze verloren van Rio Branco-AC. In de competitie plaatste de club zich niet voor de tweede ronde, maar won wel voor de derde keer de staatsbeker. In de voorronde van de Copa do Brasil 2015 versloeg de club Atlético Acreano, maar in de eerste ronde werden ze uitgeschakeld door Criciúma uit de Série B. In 2015 en 2016 werd de club derde in de staatscompetitie. Na een middelmatig seizoen in 2017 werd de club vicekampioen in 2018.
In 2019 won de club de reguliere competitie en bereikte ook de fitelfinale, maar verloor die van Vitória. De club won dat jaar wel de staatsbeker en mocht daardoor in 2020 deelnemen aan de nationale Série D. Nadat de club in de voorronde won overleefden ze ook de eerste ronde en werd dan uitgeschakeld door Brasiliense FC. In de staatscompetitie van dat jaar strandde club in de halve finale. In 2021 werd de club voor het eerst staatskampioen en een jaar later verlengde de club deze titel.

## Erelijst
Campeonato Capixaba
2021, 2022
Copa Espírito Santo
2011, 2013, 2014, 2019